# Giải bóng đá Ngoại hạng Anh 2006–07
Giải bóng đá Ngoại hạng Anh mùa giải 2006–07 (được biết đến với tên gọi FA Barclays Premiership vì lý do tài trợ) là mùa giải thứ 15 của Premier League kể từ khi thành lập vào năm 1992. Mùa giải bắt đầu vào ngày 19 tháng 8 năm 2006 và kết thúc vào ngày 13 tháng 5 năm 2007. Câu lạc bộ Chelsea, nhà vô địch hai năm liên tiếp là nhà đương kim vô địch.
Vào ngày 12 tháng 2 năm 2007, FA Premier League đổi tên thành Premier League. Sự thay đổi này giới thiệu một logo mới, miếng vá trên tay áo và kiểu chữ mới. Tên được tài trợ vẫn là Barclays Premier League.
Mùa giải 2006–07 là mùa giải có số bàn thắng thấp nhất trong lịch sử Premier League, cả mùa chỉ có 931 bàn thắng (với tỷ lệ 2,45 bàn thắng mỗi trận, thấp nhất trong lịch sử Premier League).
Manchester United đã giành chức vô địch Ngoại hạng Anh đầu tiên kể từ mùa giải 2002–03, đội đã lên ngôi vô địch sau trận hòa 1–1 của Chelsea với Arsenal vào ngày 6 tháng 5 năm 2007. Kết quả này khiến nhà đương kim vô địch kém United bảy điểm khi mùa giải còn hai vòng đấu nữa. Đây là chức vô địch thứ chín của họ trong mười lăm mùa giải.
Ba vị trí xuống hạng thuộc về Watford và Sheffield United, hai đội vừa lên hạng là xuống hạng luôn, chơi được một mùa giải trong giải đấu cùng với Charlton Athletic, đội đã xuống hạng sau bảy mùa giải chơi ở hạng đấu cao nhất nước Anh.

## Các đội bóng
20 đội đã tranh tài trong giải đấu– 17 đội đứng đầu từ mùa giải trước và ba đội thăng hạng từ Football League Championship. Các đội thăng hạng là Reading (lần đầu tiên chơi ở hạng đấu cao nhất), Sheffield United (lần đầu tiên chơi ở hạng đấu cao nhất sau 12 năm) và Watford (trở lại sau 6 năm vắng bóng). Họ thay thế Birmingham City, West Bromwich Albion và Sunderland, những đội đã xuống chơi ở Championship sau 4, 2 và 1 năm thi đấu ở hạng đấu cao nhất.

### Sân vận động và địa điểm
| Câu lạc bộ        | Địa điểm                  | Sân vận động               | Sức chứa |
| ----------------- | ------------------------- | -------------------------- | -------- |
| Arsenal           | London (Holloway)         | Emirates Stadium           | 60,600   |
| Aston Villa       | Birmingham                | Villa Park                 | 42,553   |
| Blackburn Rovers  | Blackburn                 | Ewood Park                 | 31,367   |
| Bolton Wanderers  | Bolton                    | Reebok Stadium             | 28,723   |
| Charlton Athletic | London (Charlton)         | The Valley                 | 27,111   |
| Chelsea           | London (Fulham)           | Stamford Bridge            | 42,360   |
| Everton           | Liverpool (Walton)        | Goodison Park              | 40,569   |
| Fulham            | London (Fulham)           | Craven Cottage             | 24,600   |
| Liverpool         | Liverpool (Anfield)       | Anfield                    | 48,677   |
| Manchester City   | Manchester (Bradford)     | City of Manchester Stadium | 48,000   |
| Manchester United | Manchester (Old Trafford) | Old Trafford               | 76,212   |
| Middlesbrough     | Middlesbrough             | Riverside Stadium          | 35,049   |
| Newcastle United  | Newcastle upon Tyne       | St James' Park             | 52,387   |
| Portsmouth        | Portsmouth                | Fratton Park               | 20,220   |
| Reading           | Reading                   | Madejski Stadium           | 24,250   |
| Sheffield United  | Sheffield                 | Bramall Lane               | 32,609   |
| Tottenham Hotspur | London (Tottenham)        | White Hart Lane            | 36,240   |
| Watford           | Watford                   | Vicarage Road              | 19,920   |
| West Ham United   | London (Upton Park)       | Boleyn Ground              | 35,146   |
| Wigan Athletic    | Wigan                     | JJB Stadium                | 25,138   |

1. ↑  Arsenal đã chuyển đến Sân vận động Emirates lớn hơn với sức chứa 60.000 chỗ ngồi sau 93 năm ở Sân vận động Arsenal.
2. ↑  Old Trafford hiện là sân vận động có sức chứa 76.000 chỗ ngồi đã hoàn thiện, trở thành sân vận động của 1 câu lạc bộ bóng đá lớn nhất ở Vương quốc Anh.
3. ↑  Sân vận động Madejski là sân vận động mới của Premier League mùa giải này, sân đầu tiên của Reading trong giải đấu này.

### Nhân sự và dụng cụ thi đấu
(Tính đến 13 tháng 5 năm 2007)
| Câu lạc bộ        | Huấn luyện viên           | Đội trưởng       | Nhà sản xuất dụng cụ thi đấu | Nhà tài trợ áo đấu |
| ----------------- | ------------------------- | ---------------- | ---------------------------- | ------------------ |
| Arsenal           | Arsène Wenger             | Thierry Henry    | Nike                         | Fly Emirates       |
| Aston Villa       | Martin O'Neill            | Gareth Barry     | Hummel                       | 32red.com          |
| Blackburn Rovers  | Mark Hughes               | Ryan Nelsen      | Lonsdale                     | bet24.com          |
| Bolton Wanderers  | Sammy Lee                 | Kevin Nolan      | Reebok                       | Reebok             |
| Charlton Athletic | Alan Pardew               | Luke Young       | Joma                         | Llanera            |
| Chelsea           | José Mourinho             | John Terry       | Adidas                       | Samsung Mobile     |
| Everton           | David Moyes               | Phil Neville     | Umbro                        | Chang              |
| Fulham            | Lawrie Sanchez            | Brian McBride    | Airness                      | Pipex              |
| Liverpool         | Rafael Benítez            | Steven Gerrard   | Adidas                       | Carlsberg          |
| Manchester City   | Stuart Pearce             | Richard Dunne    | Reebok                       | Thomas Cook        |
| Manchester United | Sir Alex Ferguson         | Gary Neville     | Nike                         | AIG                |
| Middlesbrough     | Gareth Southgate          | George Boateng   | Erreà                        | 888.com            |
| Newcastle United  | Nigel Pearson (caretaker) | Scott Parker     | Adidas                       | Northern Rock      |
| Portsmouth        | Harry Redknapp            | Dejan Stefanović | Jako                         | Oki                |
| Reading           | Steve Coppell             | Graeme Murty     | Puma                         | Kyocera            |
| Sheffield United  | Neil Warnock              | Chris Morgan     | Le Coq Sportif               | Capital One        |
| Tottenham Hotspur | Martin Jol                | Ledley King      | Puma                         | Mansion.com        |
| Watford           | Aidy Boothroyd            | Gavin Mahon      | Diadora                      | loans.co.uk        |
| West Ham United   | Alan Curbishley           | Nigel Reo-Coker  | Reebok                       | Jobserve           |
| Wigan Athletic    | Paul Jewell               | Arjan De Zeeuw   | JJB                          | JJB                |

## Bảng xếp hạng
| VT | Đội                   | ST | T  | H  | B  | BT | BB | HS  | Đ  | Giành quyền tham dự hoặc xuống hạng                 |
| -- | --------------------- | -- | -- | -- | -- | -- | -- | --- | -- | --------------------------------------------------- |
| 1  | Manchester United (C) | 38 | 28 | 5  | 5  | 83 | 27 | +56 | 89 | Điều kiện tham dự Vòng bảng Champions League        |
| 2  | Chelsea               | 38 | 24 | 11 | 3  | 64 | 24 | +40 | 83 | Điều kiện tham dự Vòng bảng Champions League        |
| 3  | Liverpool             | 38 | 20 | 8  | 10 | 57 | 27 | +30 | 68 | Điều kiện tham dự Vòng loại thứ ba Champions League |
| 4  | Arsenal               | 38 | 19 | 11 | 8  | 63 | 35 | +28 | 68 | Điều kiện tham dự Vòng loại thứ ba Champions League |
| 5  | Tottenham Hotspur     | 38 | 17 | 9  | 12 | 57 | 54 | +3  | 60 | Điều kiện tham dự Vòng đầu tiên UEFA Cup            |
| 6  | Everton               | 38 | 15 | 13 | 10 | 52 | 36 | +16 | 58 | Điều kiện tham dự Vòng đầu tiên UEFA Cup            |
| 7  | Bolton Wanderers      | 38 | 16 | 8  | 14 | 47 | 52 | −5  | 56 | Điều kiện tham dự Vòng đầu tiên UEFA Cup            |
| 8  | Reading               | 38 | 16 | 7  | 15 | 52 | 47 | +5  | 55 |                                                     |
| 9  | Portsmouth            | 38 | 14 | 12 | 12 | 45 | 42 | +3  | 54 |                                                     |
| 10 | Blackburn Rovers      | 38 | 15 | 7  | 16 | 52 | 54 | −2  | 52 | Điều kiện tham dự Vòng 3 Intertoto Cup              |
| 11 | Aston Villa           | 38 | 11 | 17 | 10 | 43 | 41 | +2  | 50 |                                                     |
| 12 | Middlesbrough         | 38 | 12 | 10 | 16 | 44 | 49 | −5  | 46 |                                                     |
| 13 | Newcastle United      | 38 | 11 | 10 | 17 | 38 | 47 | −9  | 43 |                                                     |
| 14 | Manchester City       | 38 | 11 | 9  | 18 | 29 | 44 | −15 | 42 |                                                     |
| 15 | West Ham United       | 38 | 12 | 5  | 21 | 35 | 59 | −24 | 41 |                                                     |
| 16 | Fulham                | 38 | 8  | 15 | 15 | 38 | 60 | −22 | 39 |                                                     |
| 17 | Wigan Athletic        | 38 | 10 | 8  | 20 | 37 | 59 | −22 | 38 |                                                     |
| 18 | Sheffield United (R)  | 38 | 10 | 8  | 20 | 32 | 55 | −23 | 38 | Xuống chơi tại Football League Championship         |
| 19 | Charlton Athletic (R) | 38 | 8  | 10 | 20 | 34 | 60 | −26 | 34 | Xuống chơi tại Football League Championship         |
| 20 | Watford (R)           | 38 | 5  | 13 | 20 | 29 | 59 | −30 | 28 | Xuống chơi tại Football League Championship         |

1. ↑  Vì cả hai đội tham gia trận chung kết Cúp FA 2006–07 là Manchester United và Chelsea và nhà vô địch Cúp Liên đoàn Anh 2006–07 cũng là Chelsea đều đủ điều kiện tham dự Champions League, suất tham dự Cúp UEFA của họ được trao cho các đội xếp thứ 6 và thứ 7 của Giải Ngoại hạng Anh.
2. ↑  Đội xếp hạng cao nhất nộp đơn xin tham dự Cúp Intertoto và không có suất tham dự Cúp UEFA sẽ được trao một suất tham dự Cúp Intertoto. Blackburn Rovers đã chiếm suất tham dự Intertoto vì Portsmouth và Reading không nộp đơn.[2] Một suất nữa tại UEFA Cup đã được trao thông qua giải thưởng Fair Play của Premier League. Đội có giải thưởng này sẽ được xếp vào vòng bốc thăm với những đội chiến thắng giải Fair Play ở các quốc gia khác. Các đại diện từ hai quốc gia giành chiến thắng đầu tiên sẽ được trao một suất vào vòng loại đầu tiên của UEFA Cup. Vì đội chiến thắng Fair Play của Premier League, Tottenham Hotspur, đã đủ điều kiện tham dự UEFA Cup nhờ vị trí của họ trong giải đấu, nên suất của họ trong lễ bốc thăm Fair Play đã được trao cho Aston Villa. Tuy nhiên, các suất tham dự tại UEFA Cup đã được trao cho các đại diện từ Phần Lan và Na Uy.

## Thống kê mùa giải

### Vua phá lưới
| Xếp hạng | Cầu thủ           | Câu lạc bộ        | Bàn thắng |
| -------- | ----------------- | ----------------- | --------- |
| 1        | Didier Drogba     | Chelsea           | 20        |
| 2        | Benni McCarthy    | Blackburn Rovers  | 18        |
| 3        | Cristiano Ronaldo | Manchester United | 17        |
| 4        | Wayne Rooney      | Manchester United | 14        |
| 4        | Mark Viduka       | Middlesbrough     | 14        |
| 6        | Darren Bent       | Charlton Athletic | 13        |
| 6        | Kevin Doyle       | Reading           | 13        |
| 8        | Dimitar Berbatov  | Tottenham Hotspur | 12        |
| 8        | Dirk Kuyt         | Liverpool         | 12        |
| 8        | Yakubu            | Middlesbrough     | 12        |

### Những bàn thắng lịch sử

#### Bàn thắng thứ 15.000
Premier League dự kiến sẽ có bàn thắng thứ 15.000 của giải đấu được ghi vào một thời điểm nào đó trong khoảng thời gian giữa Giáng sinh và Năm mới. Bàn thắng ấy đã được ghi vào ngày 30 tháng 12 khi Moritz Volz ghi bàn cho Fulham trước Chelsea. Barclays, nhà tài trợ của Ngoại hạng Anh, đã quyên góp 15.000 bảng Anh cho Fulham Community Sports Trust dưới tên Volz. Ngoài ra, một người hâm mộ đã dự đoán chính xác rằng Volz sẽ ghi bàn thắng lịch sử trong giải đấu và đã trao tặng cầu thủ này một giải thưởng đặc biệt trước trận đấu của Fulham với Watford tại Craven Cottage vào ngày 1 tháng 1. Với vinh dự ghi bàn thắng thứ 15.000 của giải đấu khiến Volz được đặt biệt danh là "15.000 Volz".

#### Thủ môn ghi bàn
Vào ngày 17 tháng 3 năm 2007, thủ môn của câu lạc bộ Tottenham Hotspur là Paul Robinson đã ghi bàn vào lưới Watford từ một cú đá phạt với khoảng cách 83 yard, bóng bay vòng lên cao rồi rơi trong vòng cấm rồi nảy qua đầu thủ môn đối phương khi đó lên hơi cao và vào lưới khiến người đồng đội ở đội tuyển Anh của anh là Ben Foster, người đang giữ khung thành cho Watford phải vào lưới nhặt bóng, Paul Robinson đã cùng Tottenham giành chiến thắng 3–1 tại White Hart Lane ở trận đấu này. Đây là bàn thắng thứ ba do thủ môn ghi được trong lịch sử Ngoại hạng Anh. Hai bàn thắng còn lại do Peter Schmeichel ghi cho Aston Villa trong trận đấu với Everton vào ngày 21 tháng 10 năm 2001 và Brad Friedel ghi cho  Blackburn Rovers khi đấu với Charlton Athletic vào ngày 21 tháng 2 năm 2004. Trong cả hai trường hợp thủ môn ghi bàn trươc đó, các đội mà họ chơi đều thua. Robinson trở thành thủ môn đầu tiên ghi bàn cho đội chiến thắng trong một trận đấu Ngoại hạng Anh.